# Ammothea bigibbosa
Ammothea bigibbosa là một loài nhện biển trong họ Ammotheidae. Loài này thuộc chi Ammothea. Ammothea bigibbosa được miêu tả khoa học năm 2005 bởi Munilla & Ramos.